# U2 (Hamburgs tunnelbana)
| Urban tunnel track end start |

| Urban tunnel station on track |

| Urban tunnel stop on track |

| Urban tunnel stop on track |

| Urban tunnel station on track |

| Urban tunnel stop on track |

| Unknown BSicon "utSTRe" |

| Urban station on track |

| Unknown BSicon "utSTRa" |

| Urban tunnel stop on track |

| Urban tunnel stop on track |

| Urban tunnel stop on track |

| Urban tunnel station on track |

| Unknown BSicon "utABZgl" |

| Unknown BSicon "utTBHFt" |

| Urban tunnel station on track |

| Urban tunnel stop on track |

| Unknown BSicon "utABZg+r" |

| Urban tunnel stop on track |

| Unused urban tunnel straight track |

| Urban tunnel stop on track |

| Unused urban tunnel straight track |

| Unknown BSicon "utABZg+r" |

| Urban tunnel station on track |

| Unused urban tunnel straight track |

| Unknown BSicon "utABZgl" |

| Urban tunnel stop on track |

| Unknown BSicon "utSTRe" |

| Unknown BSicon "utSTRa" |

| Urban tunnel station on track |

| Urban tunnel stop on track |

| Urban tunnel station on track |

| Unknown BSicon "utSTRe" |

| Urban stop on track |

| Urban station on track |

| Unknown BSicon "utSTRa" |

| Urban tunnel stop on track |

| Urban tunnel stop on track |

| Urban tunnel station on track |

| Urban tunnel track end end |

| Urban tunnel track end start |

| Urban tunnel station on track |

| Urban tunnel stop on track |

| Urban tunnel stop on track |

| Urban tunnel station on track |

| Urban tunnel stop on track |

| Unknown BSicon "utSTRe" |

| Urban station on track |

| Unknown BSicon "utSTRa" |

| Urban tunnel stop on track |

| Urban tunnel stop on track |

| Urban tunnel stop on track |

| Urban tunnel station on track |

| Unknown BSicon "utABZgl" |

| Unknown BSicon "utTBHFt" |

| Urban tunnel station on track |

| Urban tunnel stop on track |

| Unknown BSicon "utABZg+r" |

| Urban tunnel stop on track |

| Unused urban tunnel straight track |

| Urban tunnel stop on track |

| Unused urban tunnel straight track |

| Unknown BSicon "utABZg+r" |

| Urban tunnel station on track |

| Unused urban tunnel straight track |

| Unknown BSicon "utABZgl" |

| Urban tunnel stop on track |

| Unknown BSicon "utSTRe" |

| Unknown BSicon "utSTRa" |

| Urban tunnel station on track |

| Urban tunnel stop on track |

| Urban tunnel station on track |

| Unknown BSicon "utSTRe" |

| Urban stop on track |

| Urban station on track |

| Unknown BSicon "utSTRa" |

| Urban tunnel stop on track |

| Urban tunnel stop on track |

| Urban tunnel station on track |

| Urban tunnel track end end |

Linje U2 är en tunnelbanelinje som tillhör Hamburgs tunnelbana. Linjens första del öppnades redan 1913 mellan Schlump och Emilienstraße men U2 har byggts ut genom åren. Senaste sträckan öppnades 1991 mellan Niendorf Markt och Niendorf Nord. Linjen möter samtliga andra tunnelbanelinjer på Hamburg Hauptbahnhof. U2 är 24,3 km lång och har 25 stationer, varav endast 3 stationer är ytstationer och resten är under jord.  Mellan Jungfernstieg och Billstedt delar linjen bansträckning med linje U4. 

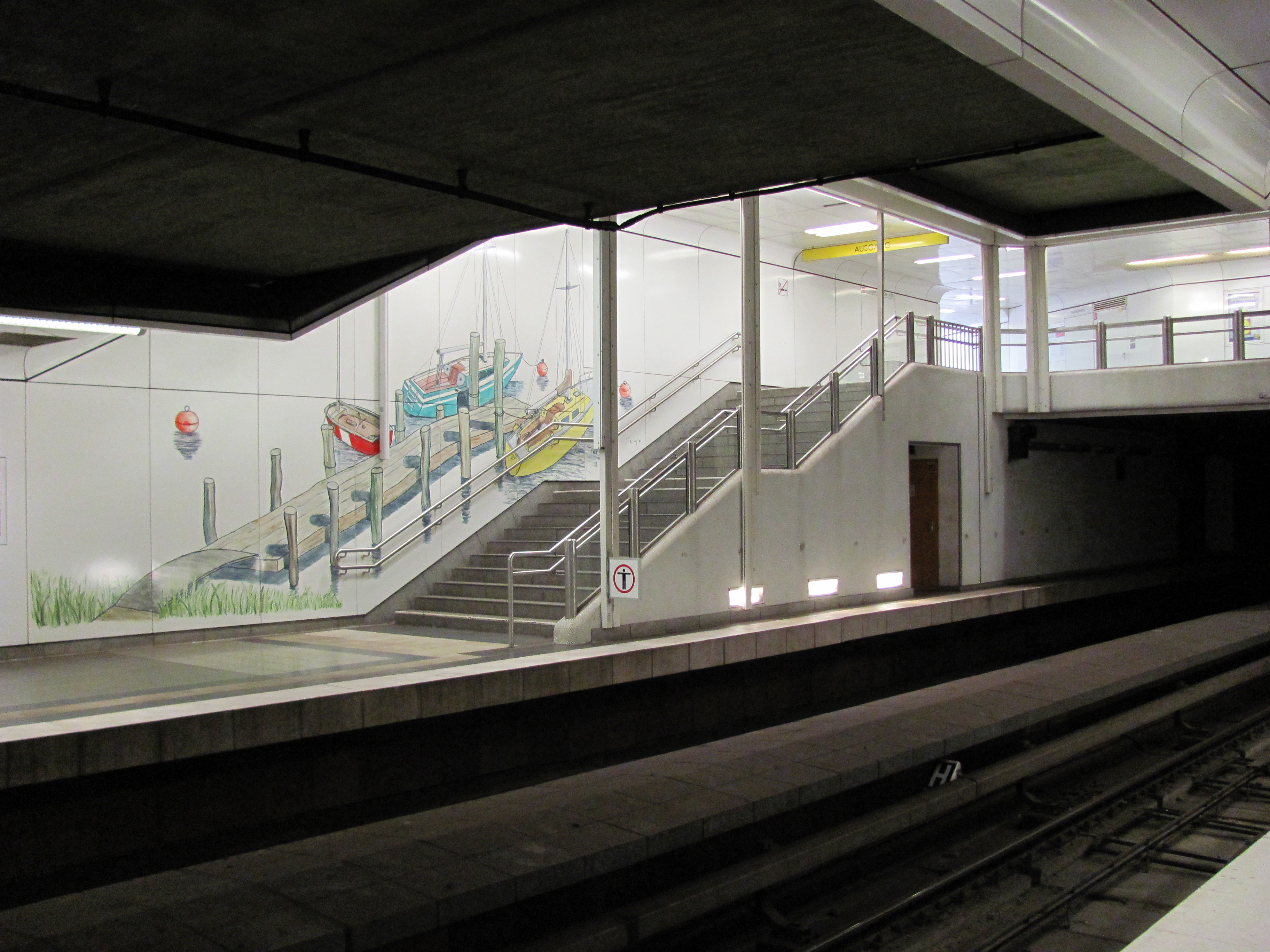
Schippelsweg
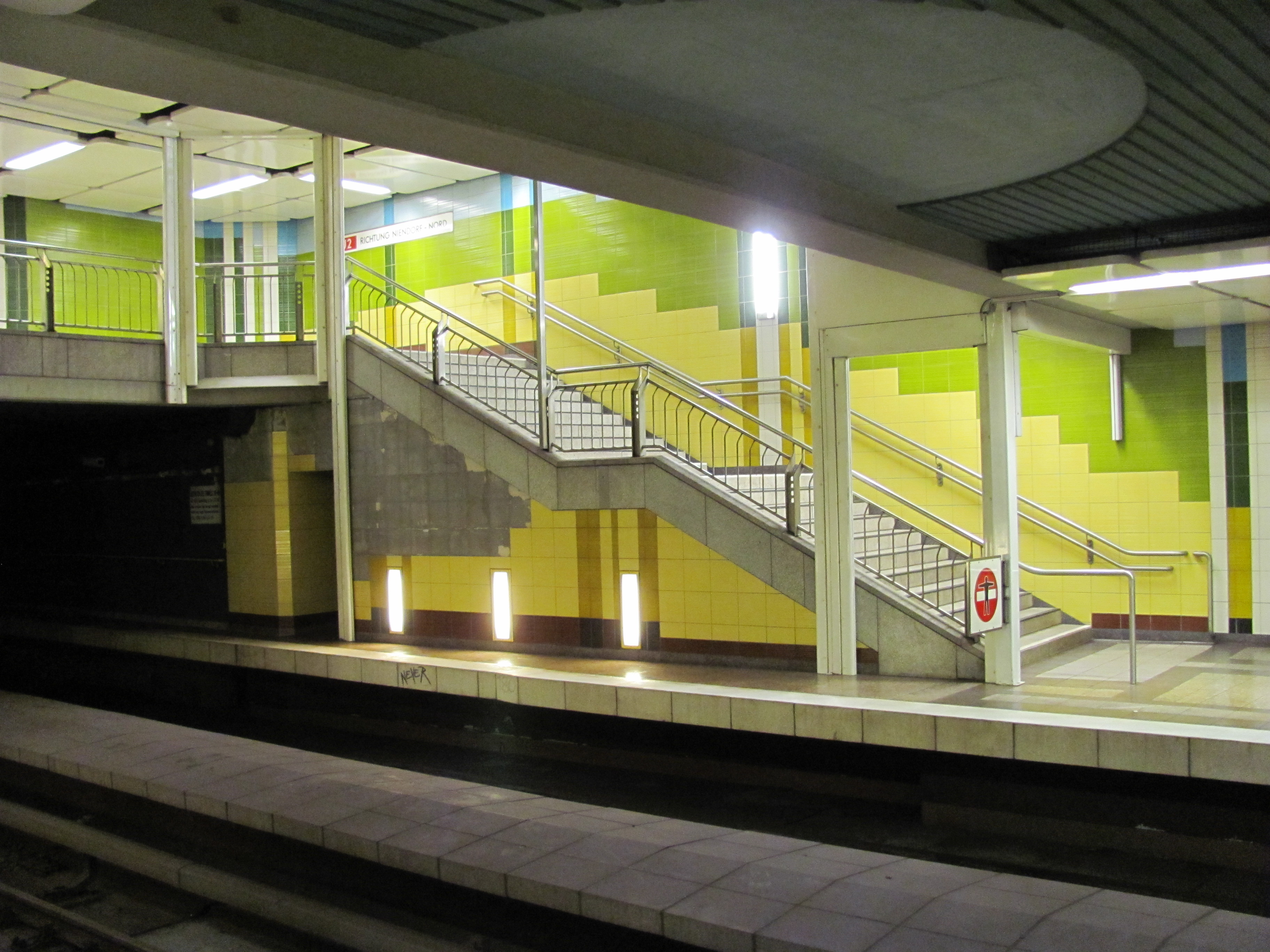
Joachim-Mähl-Strasse
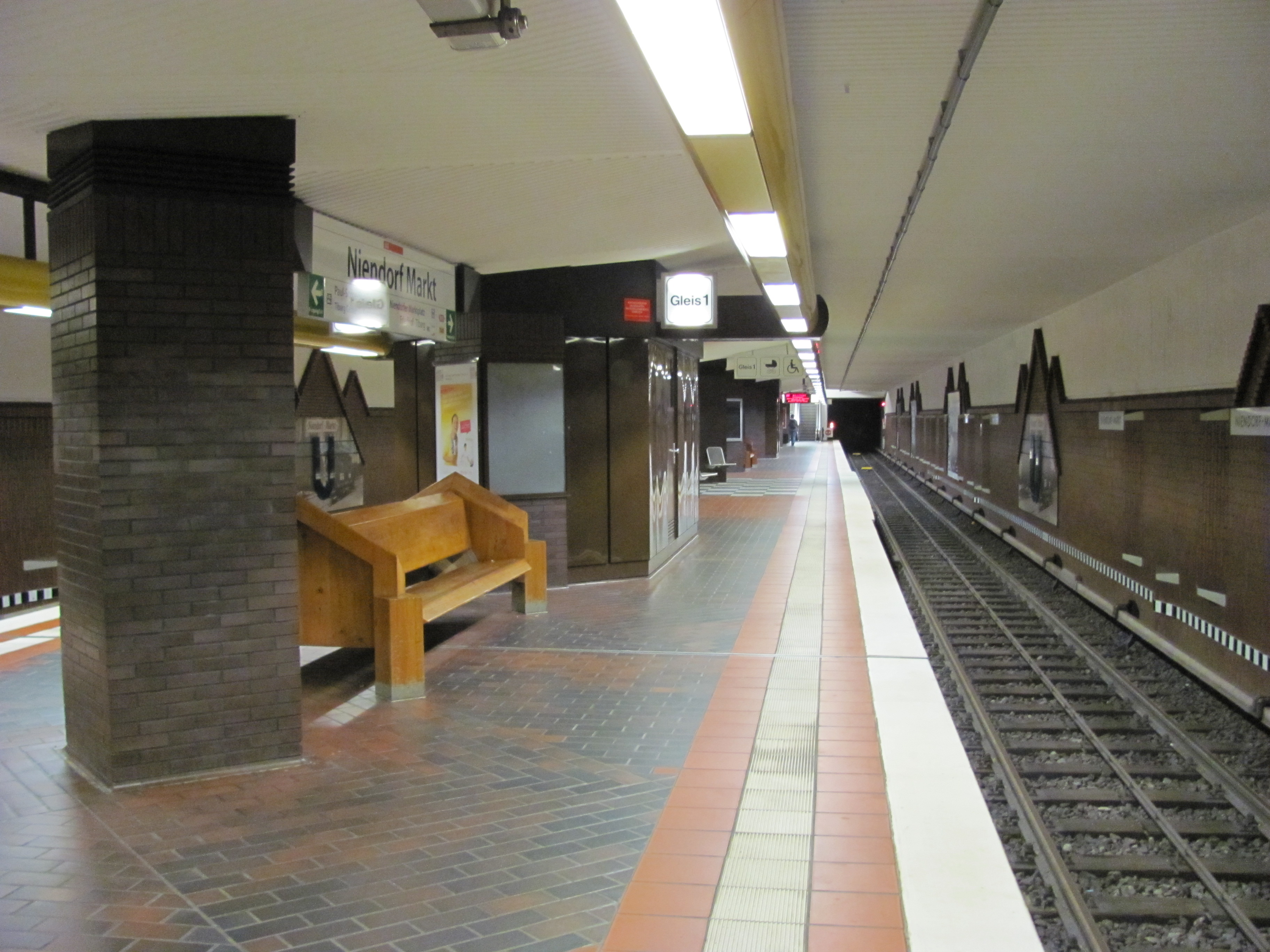
Niendorf Markt
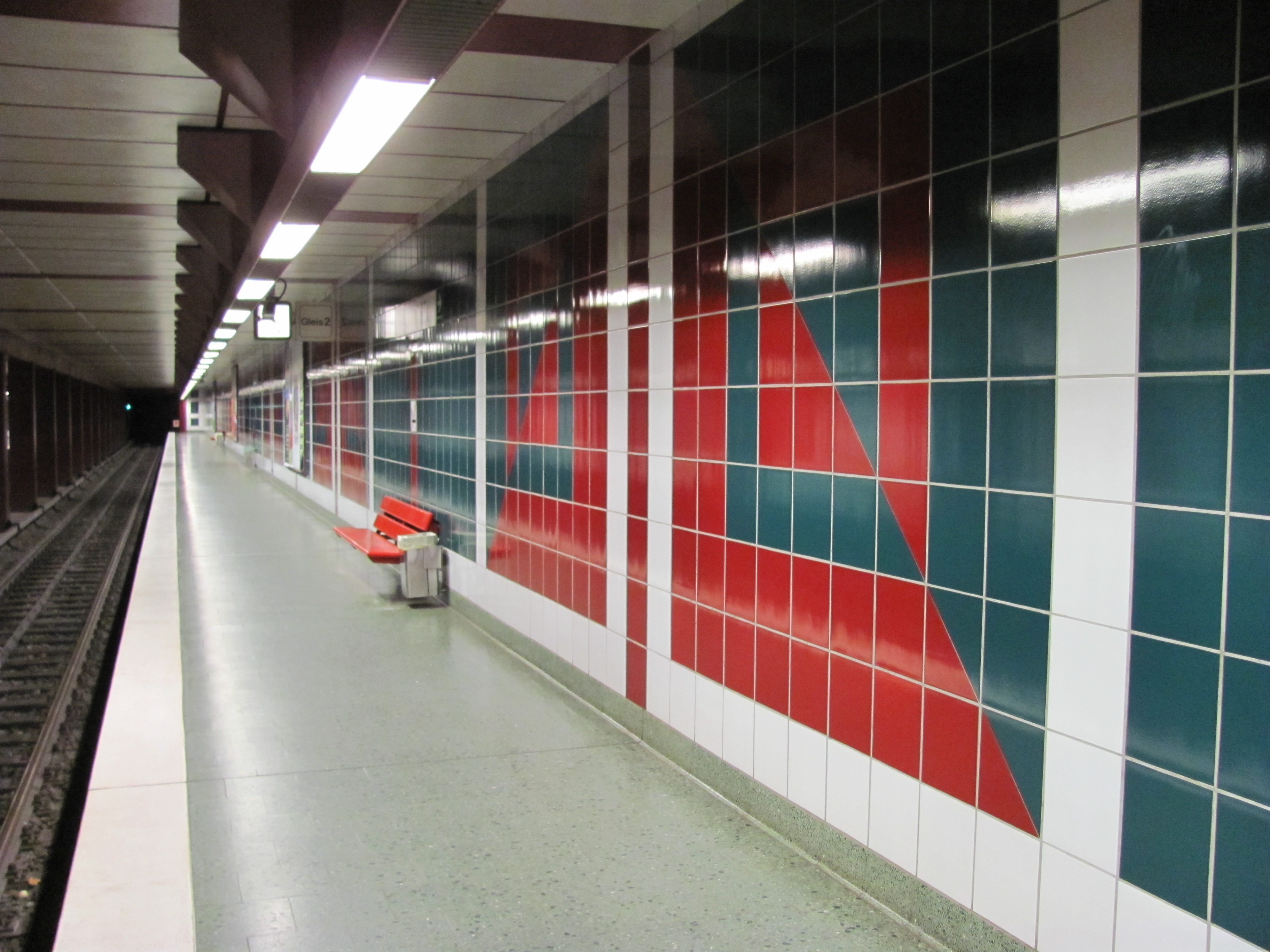
Hagendeel
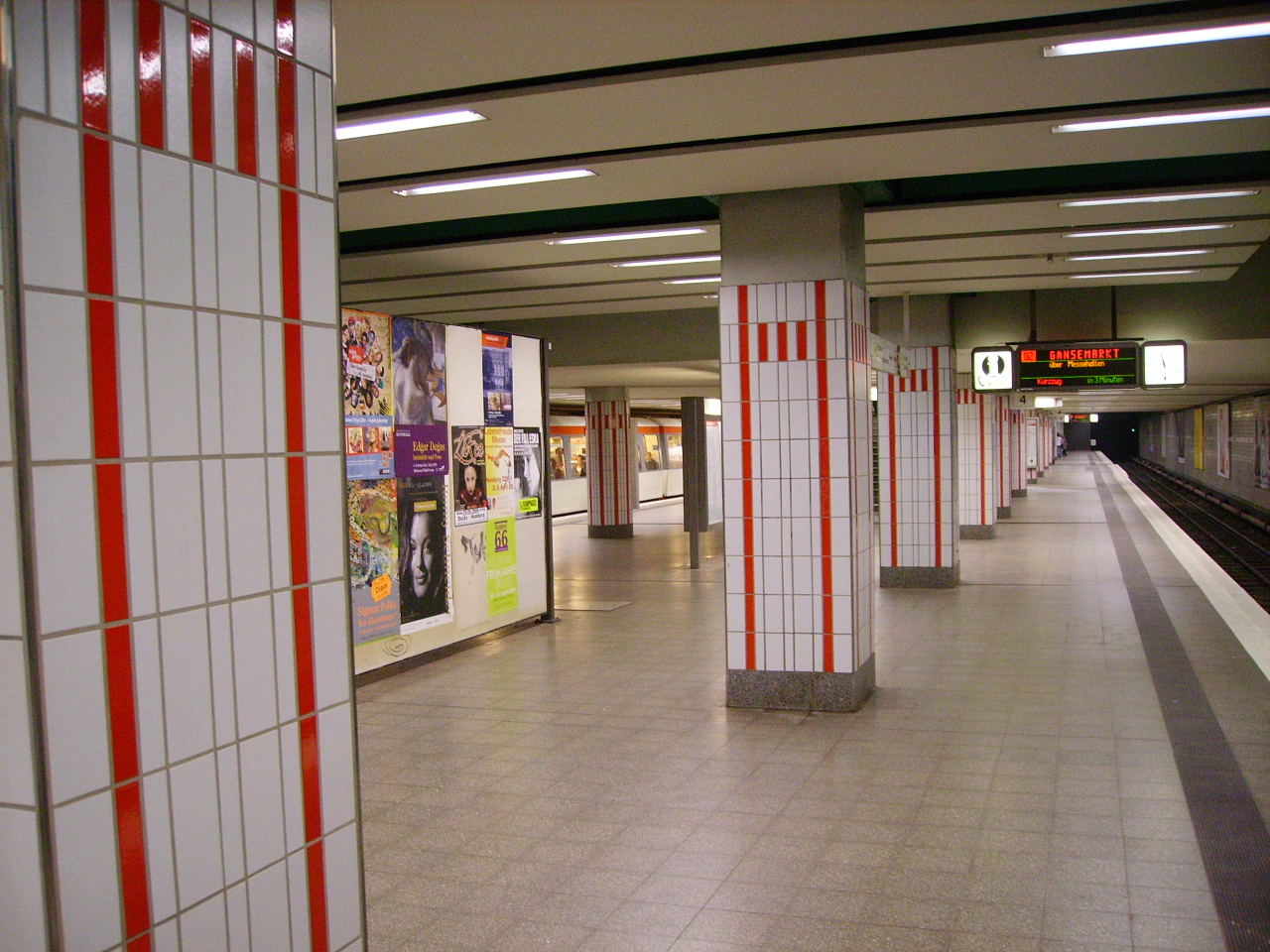
Schlump
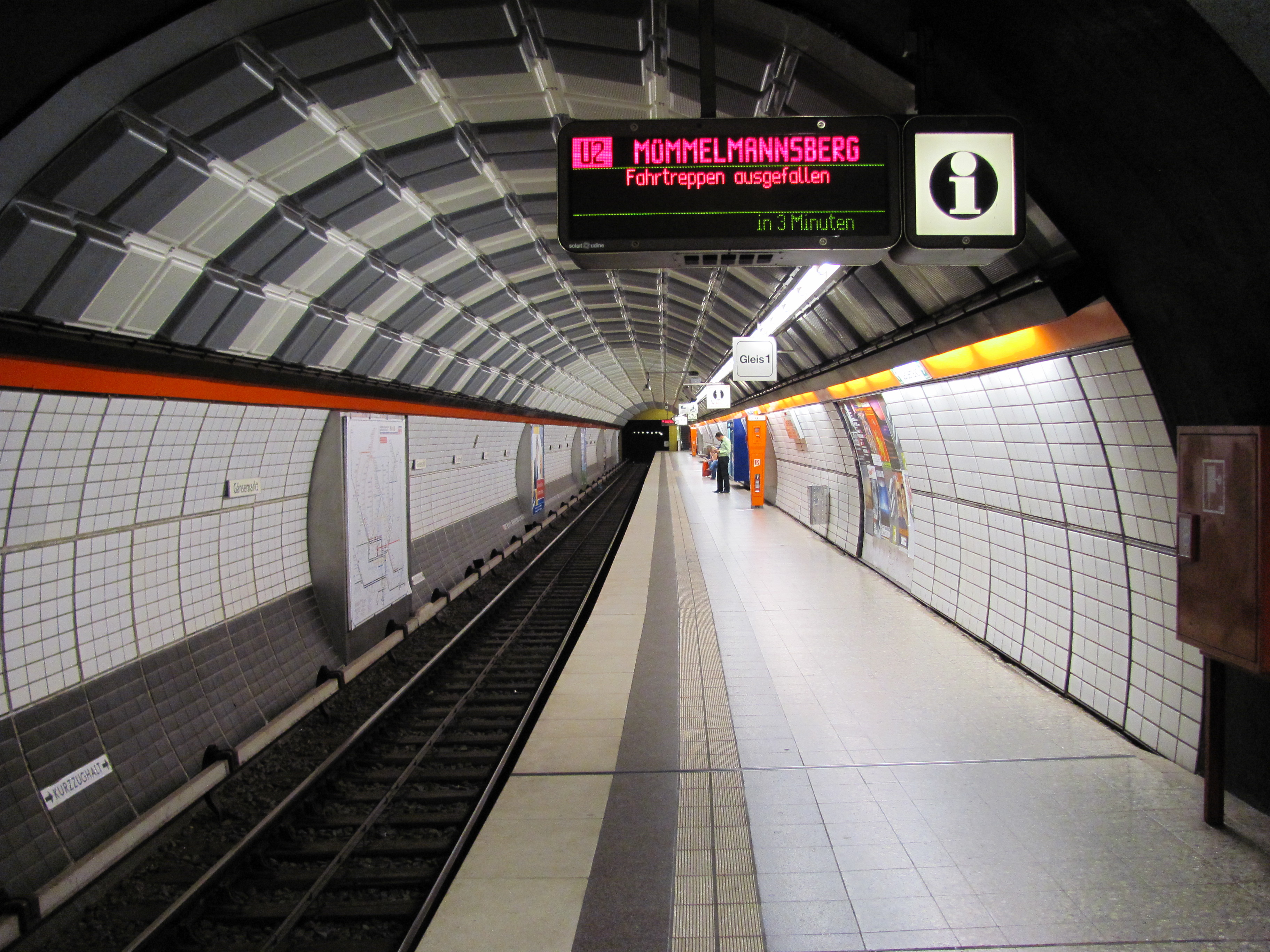
Gänsemarkt
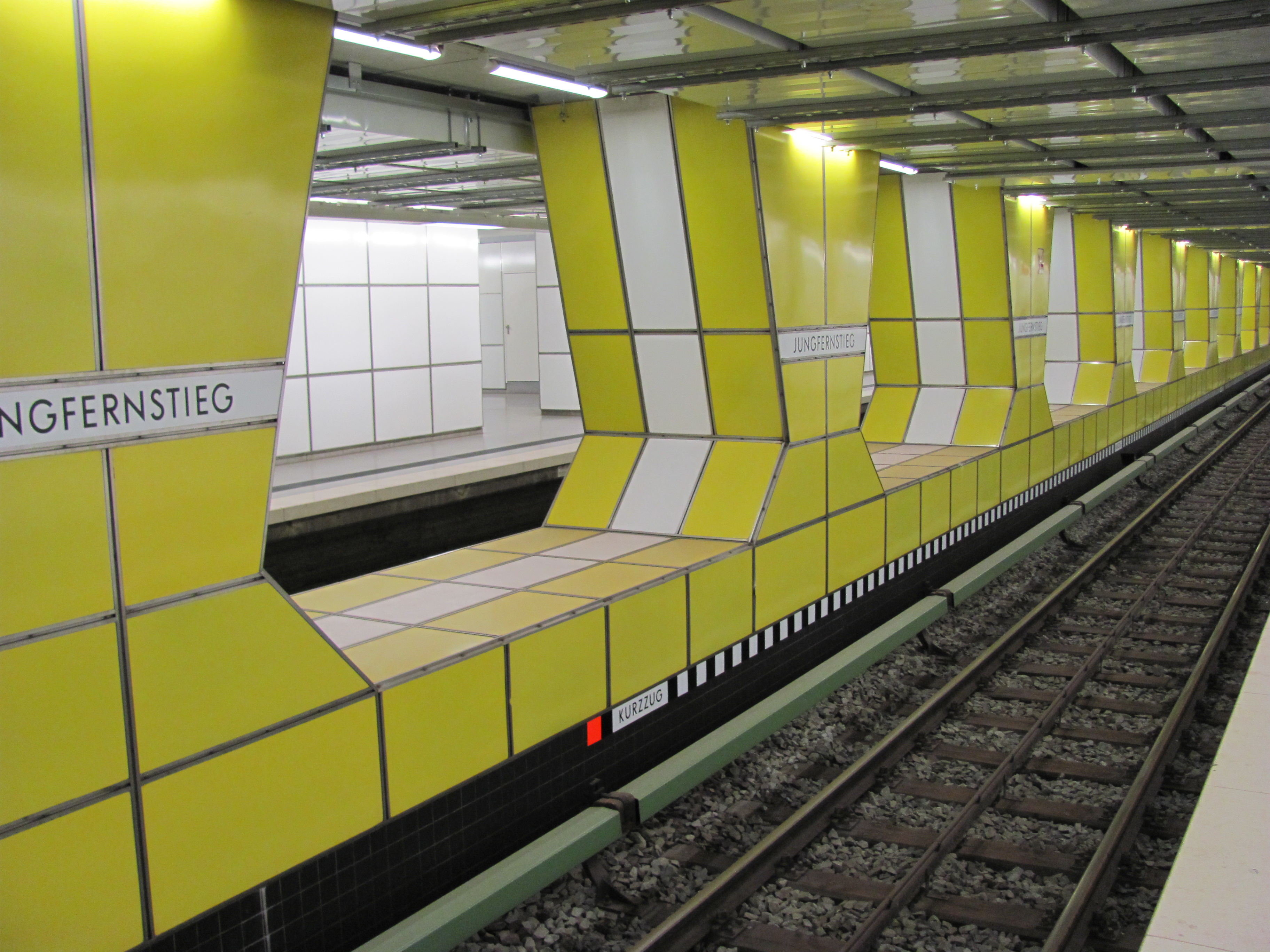
Jungfernstieg
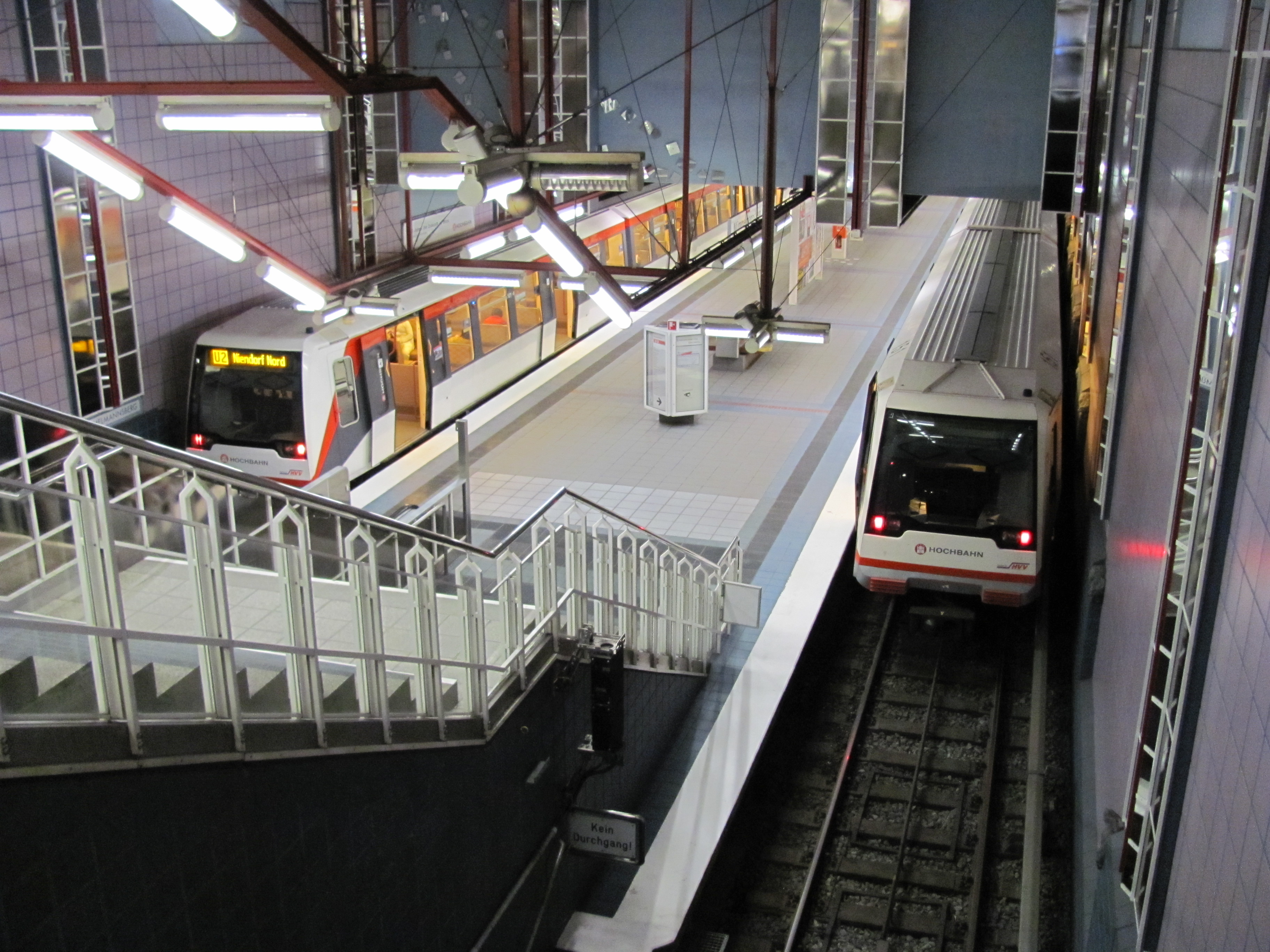
Mümmelmannsberg